# Raúl Córdoba
Raúl Córdoba (León, 13 marzo 1924 – 17 maggio 2017) è stato un calciatore messicano, di ruolo portiere.

## Carriera
Con la Nazionale messicana ha preso parte ai Mondiali 1950.